# Mandolino
Armando Navarrete Navarrete, conocido como «Mandolino» (Concepción, 28 de febrero de 1934-Tegucigalpa, 15 de marzo de 2014), fue un actor, comediante, cantante y presentador de televisión chileno.

## Carrera mediática

### Cantante
Navarrete inició su vida artística como cantante en el grupo de música melódica Los Flamingos, existente entre 1955 y 1965. Otros integrantes del grupo fueron Ariel Arancibia, Eduardo Casas, Juan Patiño y Ernesto Vera. Su primer trabajo en televisión fue junto a su grupo en el programa De fiesta con Los Flamingos, estrenado en octubre de 1962, y animado por Enrique Maluenda.

### Comediante y actor
A pesar de partir como cantante, su carrera artística se desarrolló mayormente como actor y comediante. A mediados de la década de 1960 se integró al programa de televisión Sábados gigantes, emitido por Canal 13 y conducido por Mario Kreutzberger «Don Francisco», donde compartió escenario con humoristas como Gilberto Guzmán y Eduardo Thompson, entre otros.
Navarrete es mayormente conocido por su personaje «Mandolino», nombrado como el instrumento musical, «porque es un personaje que tiene cuerda, ya que el instrumento tiene 12 cuerdas», e inspirado en Cantinflas. Tal como la dupla de Dean Martin y Jerry Lewis, Mandolino tenía una rutina en donde interactuaba con el animador del espacio, Don Francisco, a quien interrumpía con sus bromas. Ambos interpretaban la canción «¡Oiga, Don Francisco!», original de Galvarino Villouta, que incluso fue parte de recopilaciones de éxitos juveniles a inicios de la década de 1970.

En el tema, Mandolino le pide a su jefe que graben una canción en conjunto, a lo que Don Francisco se niega terminantemente. "Oiga, Don Francisco, creo que este disco puede convertirse en gol, si se le coloca lo que más provoca: ¡Hágame una foca, por favor, uh, uh!", y Don Francisco le responde: "Deje de molestarme, Mandolino, por Dios, yo no voy a prestarme para su grabación".
The Clinic, septiembre de 2013.

En 1985, tuvo un papel secundario en la telenovela Matrimonio de papel de Canal 13, donde interpretaba a «Castro», un administrativo de una revista. Navarrete también tuvo un programa infantil en el mismo canal, El club del Capitán Sacacorchos —emitido en 1977—, donde encarnaba al personaje principal, el «Capitán Sacacorchos». También presentó el programa infantil Sacapunta (1980) tras la muerte de Alejandro Michel Talento. Además, incursionó en radio, en el programa Radiotanda de Radio Minería.

### Internacionalización de su carrera
Tal fue la popularidad de «Mandolino», que llegó a presentarse en el XXVI Festival Internacional de la Canción de Viña del Mar en 1985. «Mandolino» estuvo casi 30 años en Sábados gigantes, incluso cuando el programa se trasladó a Miami, Estados Unidos, donde fue producido por la cadena Univision desde 1986. Sin embargo, Navarrete abandonó el programa en 1991, por diferencias con Mario Kreutzberger.

Me di cuenta de que Mario tenía mucho trabajo. No tenía tiempo de ensayar (…) Se produjo una confusión, que hay que detallar (…) Estas cosas ocurren, uno no sabe por qué. Para qué abrir heridas o sentimientos que no vienen al caso.
Armando Navarrete, 2012.

Luego del quiebre, Navarrete decidió seguir su carrera en Miami y emigró a Telemundo, televisora rival de Univision. Sin embargo, quedó sin trabajo al poco tiempo y tuvo que realizar trabajos tan variados como asesor de productoras y repartidor de periódicos. Posteriormente, trabajó en el canal América TeVe de Miami.
En 2011 tomó exilio en Honduras, donde desarrolló uno de sus últimos proyectos televisivos, su propio talk show en la emisora hondureña Ten Canal 10, llamado La hora de Mandolino. Navarrete y Mario Kreutzberger se reencontraron públicamente en tres ocasiones desde su quiebre; en los programas especiales de los 40 y 50 años de Sábado gigante (en 2002 y 2012, respectivamente), y en la Teletón 2008.
Falleció en Tegucigalpa el 15 de marzo de 2014, a los 80 años.